# Abbasabad-e Faramiszan
Abbasabad-e Faramiszan (perski: عباس ابادفراميشان) – miejscowość we wschodnim Iranie, w ostanie Chorasan-e Razawi. W 2006 roku miejscowość liczyła 2933 osoby w 703 rodzinach.